# Rio Bătrâna Mică
O Rio Bătrâna Mică é um rio da Romênia afluente do Rio Sadu, localizado no distrito de Sibiu.